# Pierre-Hugues Herbert
Pierre-Hugues Herbert (phát âm tiếng Pháp: [pjɛʁ yɡ ɛʁbɛʁ]; sinh ngày 18 tháng 3 năm 1991) là một vận động viên quần vợt chuyên nghiệp người Pháp. Tại nội dung đôi, anh đã giành được danh hiệu ở Giải quần vợt Mỹ Mở rộng 2015, Giải quần vợt Wimbledon 2016, và Giải quần vợt Pháp Mở rộng 2018 và cả ATP World Tour Masters 1000 với Nicolas Mahut. Còn tại nội dung đơn, anh đã vào chung kết ATP 1 lần (tại Winston-Salem Open 2015), và anh có thứ hạng đánh đơn cao nhất là vị trí số 63 trên thế giới vào ngày 14 tháng 8 năm 2017.

## Các trận chung kết quan trọng

### Chung kết Grand Slam

#### Đôi: 4 (3 danh hiệu, 1 á quân)
| Kết quả | Năm  | Giải đấu     | Mặt sân | Đồng đội      | Đối thủ trong trận chung kết            | Tỉ số trong trận chung kết |
| ------- | ---- | ------------ | ------- | ------------- | --------------------------------------- | -------------------------- |
| Á quân  | 2015 | Úc Mở rộng   | Cứng    | Nicolas Mahut | Simone Bolelli Fabio Fognini            | 4–6, 4–6                   |
| Vô địch | 2015 | Mỹ Mở rộng   | Cứng    | Nicolas Mahut | Jamie Murray John Peers                 | 6–4, 6–4                   |
| Vô địch | 2016 | WWimbledon   | Cỏ      | Nicolas Mahut | Julien Benneteau Édouard Roger-Vasselin | 6–4, 7–6(7–1), 6–3         |
| Vô địch | 2018 | Pháp Mở rộng | Cứng    | Nicolas Mahut | Oliver Marach Mate Pavić                | 6–2, 7–6(7–4)              |

### Chung kết Masters 1000

#### Đôi: 7 (6 danh hiệu, 1 á quân)
| Kết quả | Năm  | Giải đấu     | Mặt sân  | Đồng đội      | Đối thủ                      | Tỉ số            |
| ------- | ---- | ------------ | -------- | ------------- | ---------------------------- | ---------------- |
| Vô địch | 2016 | Indian Wells | Cứng     | Nicolas Mahut | Vasek Pospisil Jack Sock     | 6–3, 7–6(7–5)    |
| Vô địch | 2016 | Miami        | Cứng     | Nicolas Mahut | Raven Klaasen Rajeev Ram     | 5–7, 6–1, [10–7] |
| Vô địch | 2016 | Monte Carlo  | Đất nện  | Nicolas Mahut | Jamie Murray Bruno Soares    | 4–6, 6–0, [10–6] |
| Á quân  | 2016 | Paris        | Cứng (i) | Nicolas Mahut | Henri Kontinen John Peers    | 4–6, 6–3, [6–10] |
| Vô địch | 2017 | Rome         | Đất nện  | Nicolas Mahut | Ivan Dodig Marcel Granollers | 4–6, 6–4, [10–3] |
| Vô địch | 2017 | Montreal     | Cứng     | Nicolas Mahut | Rohan Bopanna Ivan Dodig     | 6–4, 3–6, [10–6] |
| Vô địch | 2017 | Cincinnati   | Cứng     | Nicolas Mahut | Jamie Murray Bruno Soares    | 7–6(8–6), 6–4    |

## Chung kết sự nghiệp ATP World Tour

### Đơn: 1 (1 á quân)
| Chú thích                         |
| --------------------------------- |
| Giải Grand Slam (0–0)             |
| ATP World Tour Finals (0–0)       |
| ATP World Tour Masters 1000 (0–0) |
| ATP World Tour 500 Series (0–0)   |
| ATP World Tour 250 Series (0–1)   |

| Danh hiệu theo mặt sân |
| ---------------------- |
| Cứng (0–1)             |
| Đất nện (0–0)          |
| Cỏ (0–0)               |

| Danh hiệu theo lắp đặt |
| ---------------------- |
| Ngoài trời (0–1)       |
| Trong nhà (0–0)        |

| Kết quả | T-B | Ngày             | Giải đấu                   | Thể loại   | Mặt sân | Đối thủ        | Tỉ số    |
| ------- | --- | ---------------- | -------------------------- | ---------- | ------- | -------------- | -------- |
| Á quân  | 0–1 | tháng 8 năm 2015 | Winston-Salem Open, Hoa Kỳ | 250 Series | Cứng    | Kevin Anderson | 4–6, 5–7 |

### Đôi: 19 (13 danh hiệu, 6 á quân)
| Chú thích                         |
| --------------------------------- |
| Giải Grand Slam (3–1)             |
| ATP World Tour Finals (0–0)       |
| ATP World Tour Masters 1000 (6–1) |
| ATP World Tour 500 Series (4–0)   |
| ATP World Tour 250 Series (0–4)   |

| Danh hiệu theo mặt sân |
| ---------------------- |
| Cứng (7–5)             |
| Đất nện (2–0)          |
| Cỏ (3–1)               |

| Danh hiệu theo lắp đặt |
| ---------------------- |
| Ngoài trời (11–3)      |
| Trong nhà (1–3)        |

| Kết quả | T-B  | Ngày             | Giải đấu                                        | Thể loại     | Mặt sân  | Đồng đội          | Đối thủ                                 | Tỉ số                 |
| ------- | ---- | ---------------- | ----------------------------------------------- | ------------ | -------- | ----------------- | --------------------------------------- | --------------------- |
| Win     | 1–0  | Th10 năm 2014    | Japan Open, Japan                               | 500 Series   | Hard     | Michał Przysiężny | Ivan Dodig Marcelo Melo                 | 6–3, 6–7(3–7), [10–5] |
| Loss    | 1–1  | Th1 năm 2015     | Australian Open, Australia                      | Grand Slam   | Hard     | Nicolas Mahut     | Simone Bolelli Fabio Fognini            | 4–6, 4–6              |
| Loss    | 1–2  | Th6 năm 2015     | Rosmalen Grass Court Championships, Netherlands | 250 Series   | Grass    | Nicolas Mahut     | Ivo Karlović Łukasz Kubot               | 2–6, 6–7(9–11)        |
| Win     | 2–2  | Th6 năm 2015     | Queen's Club Championships, United Kingdom      | 500 Series   | Grass    | Nicolas Mahut     | Marcin Matkowski Nenad Zimonjić         | 6–2, 6–2              |
| Win     | 3–2  | Th9 năm 2015     | US Open, United States                          | Grand Slam   | Hard     | Nicolas Mahut     | Jamie Murray John Peers                 | 6–4, 6–4              |
| Loss    | 3–3  | Th9 năm 2015     | Moselle Open, France                            | 250 Series   | Hard (i) | Nicolas Mahut     | Łukasz Kubot Édouard Roger-Vasselin     | 6–2, 3–6, [7–10]      |
| Win     | 4–3  | Th3 năm 2016     | Indian Wells Masters, United States             | Masters 1000 | Hard     | Nicolas Mahut     | Vasek Pospisil Jack Sock                | 6–3, 7–6(7–5)         |
| Win     | 5–3  | Th4 năm 2016     | Miami Open, United States                       | Masters 1000 | Hard     | Nicolas Mahut     | Raven Klaasen Rajeev Ram                | 5–7, 6–1, [10–7]      |
| Win     | 6–3  | Th4 năm 2016     | Monte-Carlo Masters, Monaco                     | Masters 1000 | Clay     | Nicolas Mahut     | Jamie Murray Bruno Soares               | 4–6, 6–0, [10–6]      |
| Win     | 7–3  | Th6 năm 2016     | Queen's Club Championships, United Kingdom (2)  | 500 Series   | Grass    | Nicolas Mahut     | Chris Guccione André Sá                 | 6–3, 7–6(7–5)         |
| Win     | 8–3  | Th7 năm 2016     | Wimbledon Championships, United Kingdom         | Grand Slam   | Grass    | Nicolas Mahut     | Julien Benneteau Édouard Roger-Vasselin | 6–4, 7–6(7–1), 6–3    |
| Loss    | 8–4  | Th10 năm 2016    | European Open, Belgium                          | 250 Series   | Hard (i) | Nicolas Mahut     | Daniel Nestor Édouard Roger-Vasselin    | 4–6, 4–6              |
| Loss    | 8–5  | Th11 năm 2016    | Paris Masters, France                           | Masters 1000 | Hard (i) | Nicolas Mahut     | Henri Kontinen John Peers               | 4–6, 6–3, [6–10]      |
| Win     | 9–5  | tháng 5 năm 2017 | Italian Open, Italy                             | Masters 1000 | Clay     | Nicolas Mahut     | Ivan Dodig Marcel Granollers            | 4–6, 6–4, [10–3]      |
| Win     | 10–5 | Th8 năm 2017     | Canadian Open, Canada                           | Masters 1000 | Hard     | Nicolas Mahut     | Rohan Bopanna Ivan Dodig                | 6–4, 3–6, [10–6]      |
| Win     | 11–5 | Th8 năm 2017     | Cincinnati Masters, United States               | Masters 1000 | Hard     | Nicolas Mahut     | Jamie Murray Bruno Soares               | 7–6(8–6), 6–4         |
| Loss    | 11–6 | Th1 năm 2018     | Maharashtra Open, India                         | 250 Series   | Hard     | Gilles Simon      | Robin Haase Matwé Middelkoop            | 6–7(5–7), 6–7(5–7)    |
| Win     | 12–6 | Th2 năm 2018     | Rotterdam Open, Netherlands                     | 500 Series   | Hard (i) | Nicolas Mahut     | Oliver Marach Mate Pavić                | 2–6, 6–2, [10–7]      |
| Winner  | 13–7 | Th6 năm 2018     | French Open, France                             | Grand Slam   | Clay     | Nicolas Mahut     | Oliver Marach Mate Pavić                | 6–2, 7–6(7–4)         |

## Danh hiệu đơn ATP Challenger Tour

### Vô địch (4)
| Chú thích (Đơn) |
| --------------- |
| Challengers (4) |

| Số | Ngày                 | Giải đấu                   | Mặt sân  | Đối thủ trong trận chung kết | Tỉ số         |
| -- | -------------------- | -------------------------- | -------- | ---------------------------- | ------------- |
| 1. | 10 tháng 2 năm 2014  | Quimper, Pháp              | Cứng (i) | Vincent Millot               | 7–6(7–5), 6–3 |
| 2. | 10 tháng 11 năm 2014 | Mouilleron-le-Captif, Pháp | Cứng (i) | Marsel İlhan                 | 6–2, 6–3      |
| 3. | 14 tháng 2 năm 2016  | Bergamo, Ý                 | Cứng     | Egor Gerasimov               | 6–3, 7–6(7–5) |
| 4. | 26 tháng 9 năm 2016  | Orleans, Pháp              | Cứng (i) | Norbert Gombos               | 7–5, 4–6, 6–3 |

## Thống kê sự nghiệp đôi
| VĐ | CK | BK | TK | V# | RR | Q# | A |  | Z# | PO | G | F-S | SF-B | NMS | NH |

| Giải Grand Slam             |                          |                          |                          |                          |                          |          |        |      |     |        |       |      |
| Úc Mở rộng                  | Absent                   | Absent                   | Absent                   | Absent                   | Absent                   | F        | 2R     | QF   | 2R  | 0 / 4  | 10–4  | 71%  |
| Pháp Mở rộng                | A                        | 1R                       | 1R                       | 1R                       | 1R                       | 3R       | 3R     | 1R   | W   | 1 / 8  | 10–7  | 59%  |
| Wimbledon                   | Absent                   | Absent                   | Absent                   | Absent                   | Q1                       | 3R       | W      | 2R   |     | 1 / 3  | 9–2   | 82%  |
| Mỹ Mở rộng                  | Absent                   | Absent                   | Absent                   | Absent                   | Absent                   | W        | SF     | 1R   |     | 1 / 3  | 10–2  | 83%  |
| Thắng-Bại                   | 0–0                      | 0–1                      | 0–1                      | 0–1                      | 0–1                      | 15–3     | 13–3   | 4–4  | 7–1 | 3 / 18 | 39–15 | 72%  |
| ATP World Tour Finals       |                          |                          |                          |                          |                          |          |        |      |     |        |       |      |
| ATP World Tour Finals       | Không vượt qua vòng loại | Không vượt qua vòng loại | Không vượt qua vòng loại | Không vượt qua vòng loại | Không vượt qua vòng loại | RR       | RR     | RR   |     | 0 / 3  | 2–6   | 25%  |
| Thế vận hội                 |                          |                          |                          |                          |                          |          |        |      |     |        |       |      |
| Thế vận hội Mùa hè          | Not Held                 | Not Held                 | A                        | Not Held                 | Not Held                 | Not Held | 1R     | NH   | NH  | 0 / 1  | 0–1   | 0%   |
| ATP World Tour Masters 1000 |                          |                          |                          |                          |                          |          |        |      |     |        |       |      |
| Indian Wells                | Absent                   | Absent                   | Absent                   | Absent                   | Absent                   | Absent   | W      | 2R   | 2R  | 1 / 3  | 7–2   | 78%  |
| Miami                       | Absent                   | Absent                   | Absent                   | Absent                   | Absent                   | Absent   | W      | 2R   | A   | 1 / 2  | 6–0   | 100% |
| Monte-Carlo                 | Absent                   | Absent                   | Absent                   | Absent                   | Absent                   | Absent   | W      | SF   | 2R  | 1 / 3  | 5–2   | 71%  |
| Madrid                      | Absent                   | Absent                   | Absent                   | Absent                   | Absent                   | Absent   | SF     | A    | SF  | 0 / 2  | 4–2   | 67%  |
| Rome                        | Absent                   | Absent                   | Absent                   | Absent                   | Absent                   | Absent   | Absent | W    | A   | 1 / 1  | 4–0   | 100% |
| Montreal / Toronto          | Absent                   | Absent                   | Absent                   | Absent                   | Absent                   | 2R       | A      | W    |     | 1 / 2  | 4–1   | 80%  |
| Cincinnati                  | Absent                   | Absent                   | Absent                   | Absent                   | Absent                   | 2R       | QF     | W    |     | 1 / 3  | 6–2   | 75%  |
| Thượng Hải                  | Absent                   | Absent                   | Absent                   | Absent                   | Absent                   | QF       | A      | A    |     | 0 / 1  | 1–0   | 100% |
| Paris                       | Absent                   | Absent                   | Absent                   | 1R                       | 1R                       | 2R       | F      | QF   |     | 0 / 5  | 4–5   | 44%  |
| Thắng-Bại                   | 0–0                      | 0–0                      | 0–0                      | 0–1                      | 0–1                      | 2–3      | 19–3   | 17–4 | 3–3 | 6 / 22 | 41–14 | 75%  |
| Xếp hạng cuối năm           | 290                      | 135                      | 139                      | 151                      | 63                       | 14       | 2      | 13   |     |        |       |      |

## Thắng đối thủ trong top 10
| #    | Tay vợt       | Xếp hạng | Giải đấu          | Mặt sân | Vg   | Tỉ số         |
| 2017 | 2017          | 2017     | 2017              | 2017    | 2017 | 2017          |
| ---- | ------------- | -------- | ----------------- | ------- | ---- | ------------- |
| 1.   | Dominic Thiem | Số 8     | Rotterdam, Hà Lan | Cứng    | TK   | 6–4, 7–6(7–3) |

### Thông tin
- Pierre-Hugues Herbert trên trang chủ ATP (tiếng Anh)
- Pierre-Hugues Herbert tại Liên đoàn quần vợt quốc tế
- Pierre-Hugues Herbert tại Liên đoàn quần vợt quốc tế – Thông tin tay vợt trẻ
- Pierre-Hugues Herbert tại Davis Cup
- Pierre-Hugues Herbert trên IMDb

Bản mẫu:Top ten male doubles tennis players of countries belonging to Tennis Europe
Bản mẫu:Top ten French male doubles tennis players